# Ruffus
Ruffus ist eine estnische Band. Sie vertrat das Land beim Eurovision Song Contest 2003, nachdem sie den Eurolaul 2003 gewonnen hatte.

## Werdegang
Ruffus wurde ursprünglich unter dem Namen Claire’s Birthday 1997 gegründet. Sie bezeichnet sich selbst als Indie-Rock-Band. Den Durchbruch auf dem estnischen Markt erzielte die Band 1999 mit dem Lied Ladies Love Me. 2000 erschien der Erfolgssong Venus im gleichnamigen Album der Band. Nach dem Sieg in der nationalen estnischen Vorausscheidung zum Eurovision Song Contest benannte sich Claire’s Birthday in Ruffus um. Beim Finale 2003 in Riga landete die Band mit dem Lied Eighties Coming Back abgeschlagen auf dem 21. Platz. Von Ruffus erschien anschließend lediglich das Album Lessons in Pop.
Sänger und Songwriter des Liedes Eighties Coming Back, Vaiko Eplik, veröffentlichte unter seinem Label „Mortimer Snerd“ von 2006 bis 2009 die in estnischer Sprache aufgenommenen Indie-Alben Vaiko Eplik ja Eliit I, II (Aastaajad), III (Kosmoseodüsseia) und IV (Neljas), zusammen mit der estnischen Formation Eliit, einem Zusammenschluss von verschiedenen estnischen Rockmusikern. Die CDs wurden international über iTunes und andere Download-Portale veröffentlicht.

## Mitglieder
- Vaiko Eplik (* 1981), Gesang
- Jaan Pehk (* 1975), Gitarre
- Ivo Etti (* 1979), Bass
- Margus Tohver (* 1971), Schlagzeug
- Siim Mäesalu (* 1984), Keyboard

- später schloss sich Priit Mägi (* 1975), Schlagzeug, der Band an